# Doodslag op Floor Garst

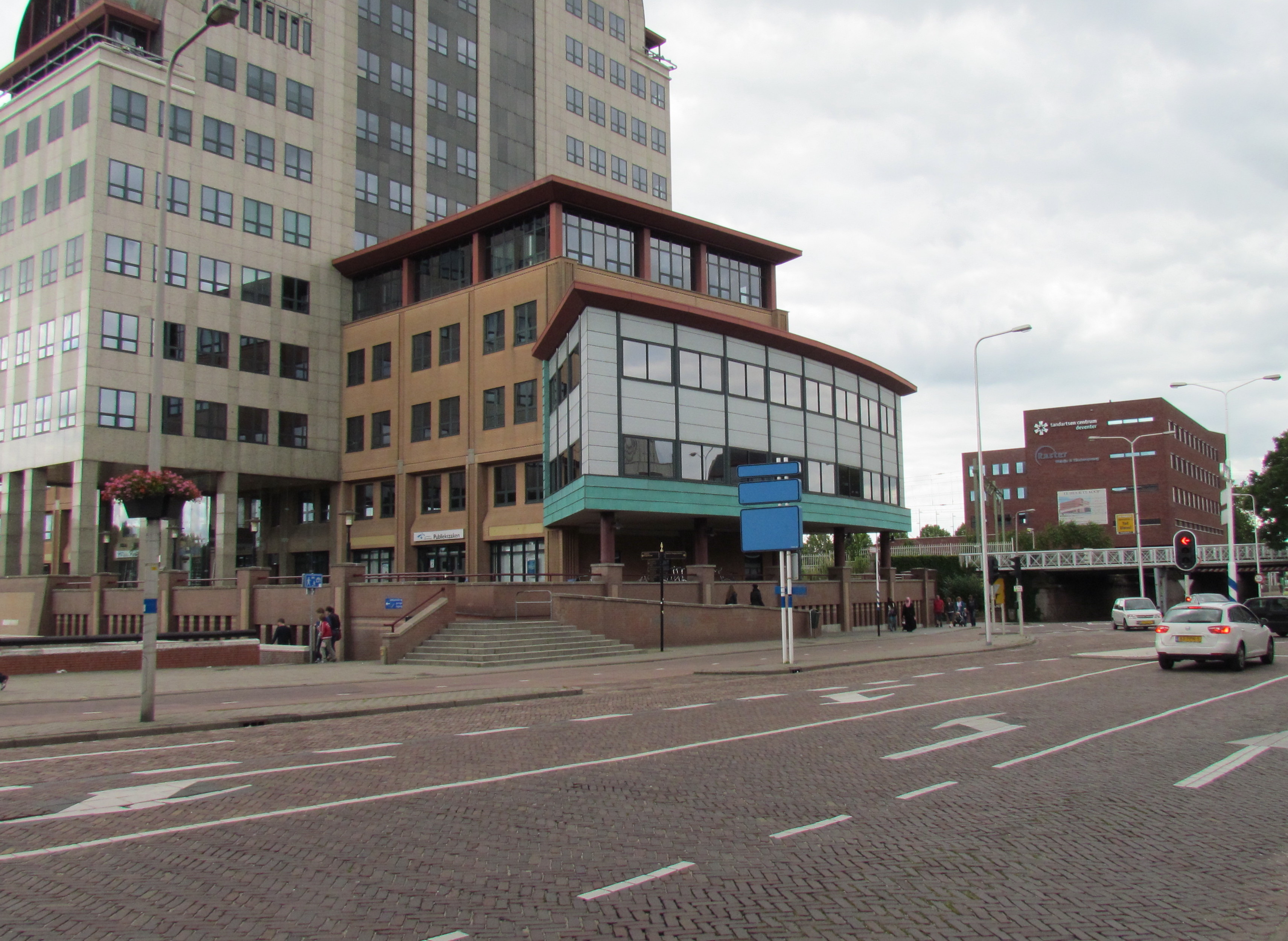
De plaats delict

Floor Garst (21 juni 1985 – 25 december 2005) was een Nederlandse beroepsmilitair van 20 jaar uit de Nederlandse plaats Diepenveen (provincie Overijssel) die het slachtoffer werd van zinloos geweld.
Op de nacht van 25 december 2005, rond de klok van 03.45, werd Garst samen met zijn vriendin lastiggevallen na een avond stappen in de binnenstad van Deventer. Het paar fietste samen richting huis, via het Churchillplein, toen drie jongens zich op de hoek van dit plein met de Verzetslaan agressief opstelden tegenover Garst. Zijn vriendin Roos probeerde het conflict te sussen, zonder succes. Na een korte woordenwisseling sloeg een van de drie jongens Garst op het hoofd, waardoor deze ten val kwam. Garst is uiteindelijk in het ziekenhuis overleden aan zijn verwondingen. Dit bleek uit medisch onderzoek op zijn lichaam. Garst kwam veelvuldig in het (regionale) nieuws, niet alleen omdat het ging om zinloos geweld, maar ook omdat het op eerste kerstdag plaatsvond. De drie jongens waren gevlucht na het incident.
Tijdens de dagen die volgden werd er een lokale flyeractie opgezet. De officier van justitie loofde in het onderzoek tienduizend euro uit voor de gouden tip. In eerste instantie waren er bij de politie 29 tips binnengekomen. Ondanks veel getuigenverklaringen ontbrak de gouden tip.
De drie verdachten, met de leeftijd tussen 19 en 23 jaar, meldden zich bij de politie op 5 januari 2006, naar aanleiding van het tv-programma Opsporing Verzocht. Beelden van de drie verdachten waren vastgelegd op beveiligingscamera's. De 23-jarige Kevin U. uit Apeldoorn werd schuldig bevonden aan mishandeling met de dood tot gevolg en werd veroordeeld tot vier jaar gevangenisstraf waarvan twee jaar voorwaardelijk. Omdat hij weigerde bij de reclassering een contract te tekenen voor een klinische behandeling vond het Openbaar Ministerie dat hij de voorwaarden bij het vonnis schond en niet vervroegd vrij mocht komen. Op 15 november 2007 bepaalde de rechter dat hij ook de twee jaar voorwaardelijk daadwerkelijk moest uitzitten.
Op verzoek van de nabestaanden werd geen stille tocht georganiseerd. Garst is met een militaire groet begraven. Op 21 juni 2006 is op de plaats waar hij werd neergeslagen een gedenksteen in het plaveisel aangebracht met de tekst:

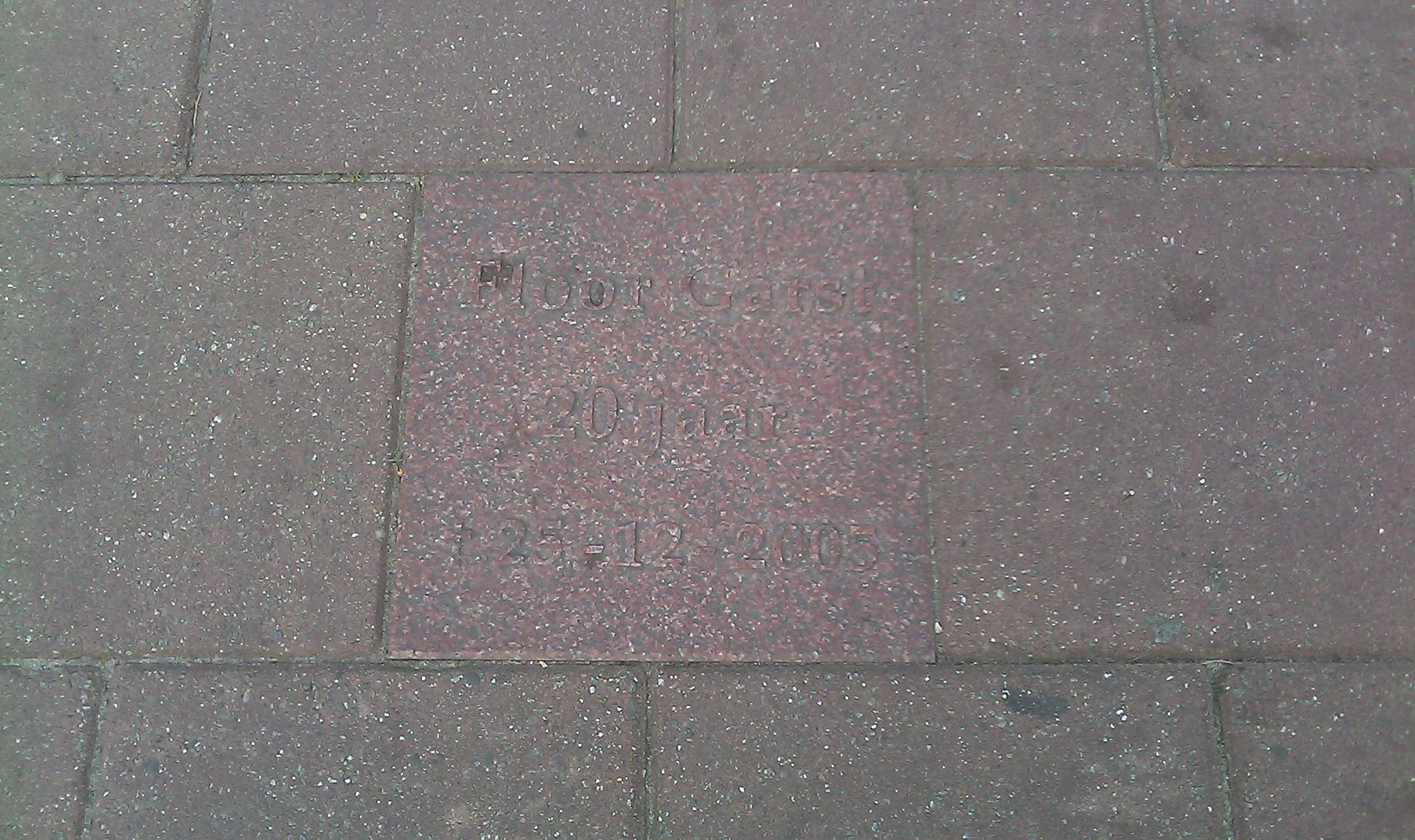
Gedenksteen Floor Garst

Floor Garst
20 jaar
† 25-12-2005

Op 29 september 2006 werd ook op het terrein van de Johannes Post kazerne in Havelte, de legerplaats van het regiment waar Floor Garst toe behoorde, een gedenksteen geplaatst.